# Osservatorio astronomico
Un osservatorio astronomico è una struttura preposta all'osservazione dello spazio cosmico tramite opportuna strumentazione astronomica. In genere il suo nome è associato all'installazione di uno o più telescopi.

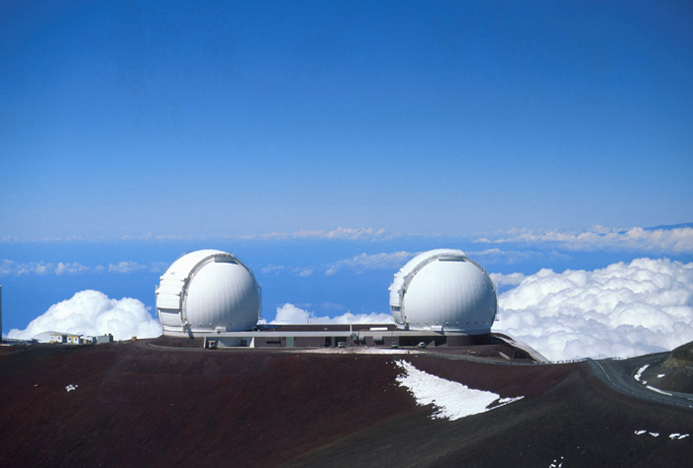
I telescopi dell’osservatorio Keck, nelle isole Hawaii.

## Storia

### Osservatori ipotizzati

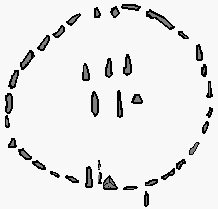
Schema del sito di Nabta Playa

Vengono considerati osservatori astronomici alcuni cromlech (cerchi di megaliti), sebbene il loro reale significato sia ancora discusso. In tal senso si indicano il Cerchio di Goseck (Germania) e Nabta Playa (Nubia egiziana) risalenti al V millennio a.C., nonché Stonehenge in Inghilterra (III millennio a.C.). Anche la struttura semicircolare rinvenuta nel sito archeologico di Taosi, in Cina, e risalente alla cultura di Longshan (1900 a.C.) è ritenuta un osservatorio astronomico.
Analogamente alcuni siti dell'età del bronzo come Kokino in Macedonia e Zorats Karer (chiamato anche Karahunj) in Armenia, vengono considerati antichi osservatori astronomici.
Talvolta vengono considerati osservatori astronomici gli edifici orientati in base a fenomeni celesti (allineamenti solari, lunari e stellari), come le piramidi di Giza e il tempio del sole di Abu Simbel in Egitto; o come il complesso di Angkor Wat in Cambogia.

### Torri d'osservazione

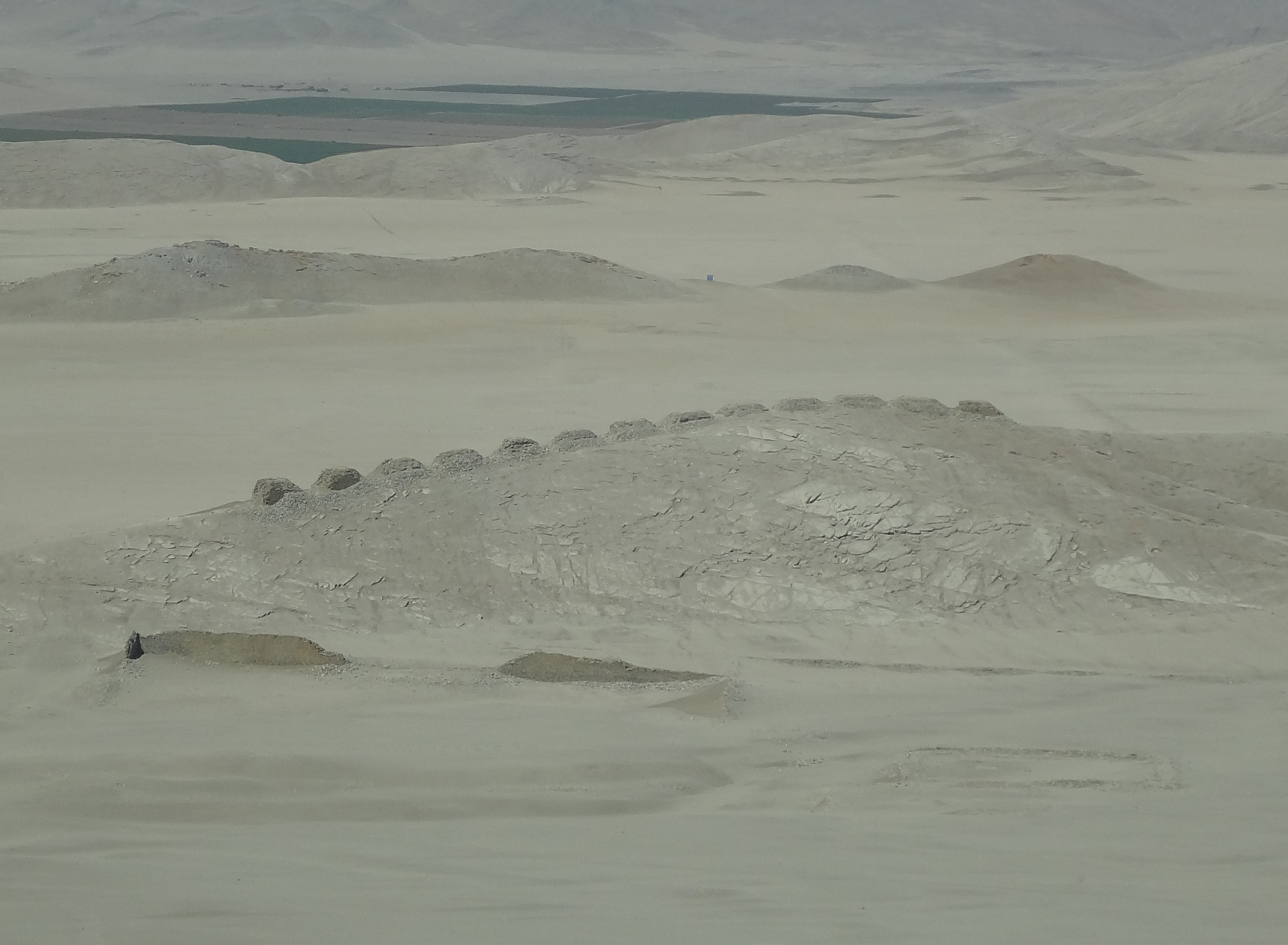
Le tredici torri di Chankillo, viste dalla fortezza

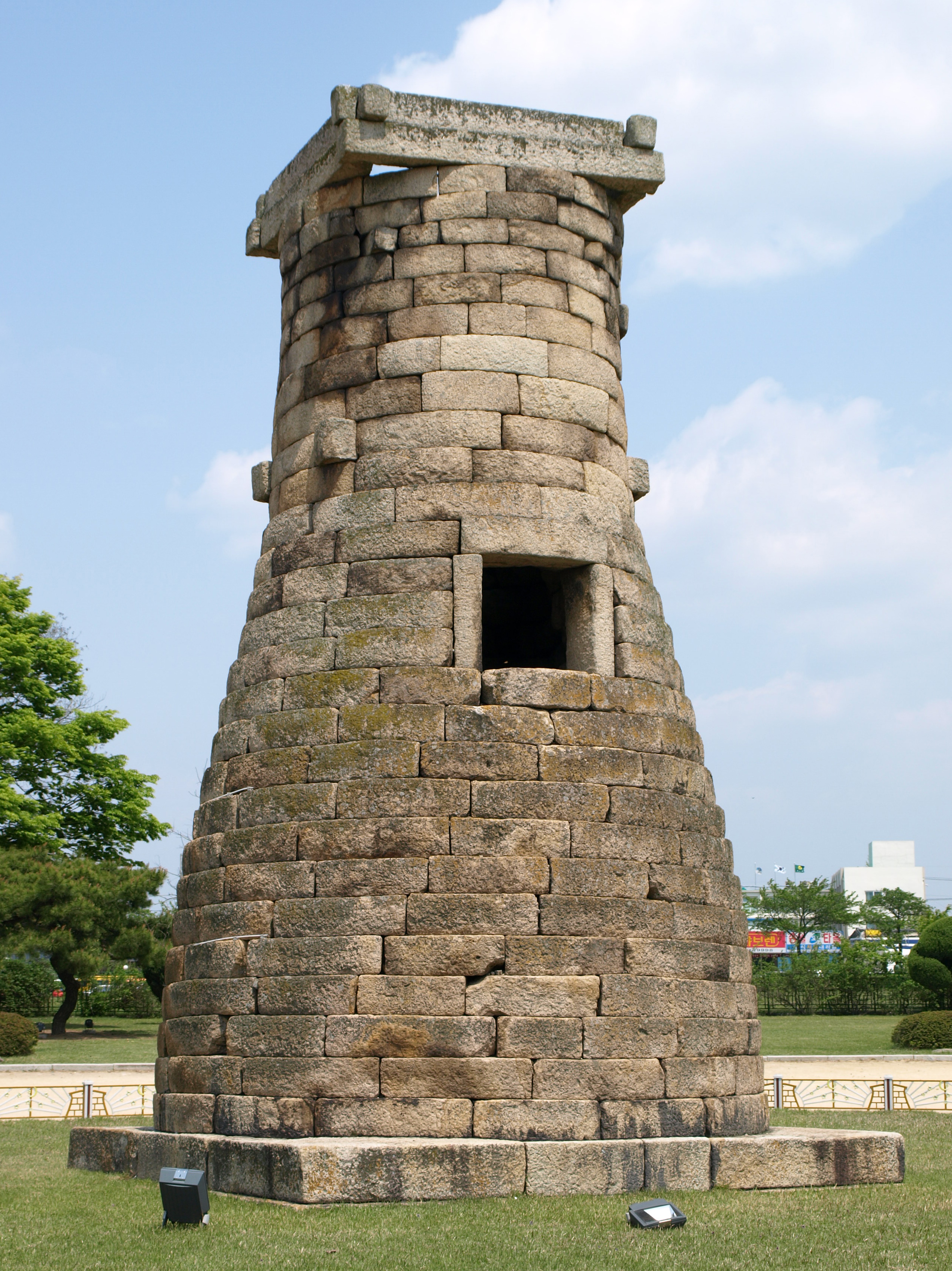
L'osservatorio di Cheomseongdae

Si ritiene che gli astronomi che operarono nell'Antico Egitto, nell'antica Mesopotamia, nella Cina delle dinastie Zhou e Han, nel mondo ellenistico e nell'India dell'era Gupta e Gurjara-Pratihara, e che scrissero i primi testi di astronomia pervenutici, osservassero il cielo stando in cima a edifici elevati e torri dove utilizzavano strumenti manuali quali diottre, quadranti, meridiane.
Ad esempio, tradizionalmente si ritiene che le piattaforme mesopotamiche dette ziqqurat svolgessero anche funzioni di osservatori, in ogni modo questi edifici erano fondamentalmente dei templi.
Strabone riferisce che l'osservatorio di Eudosso (IV secolo a.C.) a Cnido era più alto delle case di abitazione.
Intorno al 729 il maggior astronomo dell'epoca T'ang, Yi Xing, costruì tredici posti di osservazione lungo tutto l'impero Cinese, dal Vietnam — sul 17º parallelo N — fino alla Mongolia — sul 50º parallelo N.
Pochi sono i resti archeologici delle torri di osservazione. Rimangono le tredici torri che costituivano un osservatorio solare a Chanquillo, in Perù, risalenti al IV secolo a.C..
Rimane quello che è considerato il primo osservatorio astronomico certo, il Cheomseongdae (Corea), risalente al 632. Costituisce un osservatorio anche l'edificio detto El caracol nel sito Maya di Chichén Itzá, risalente al 906 circa.

### Istituzioni scientifiche

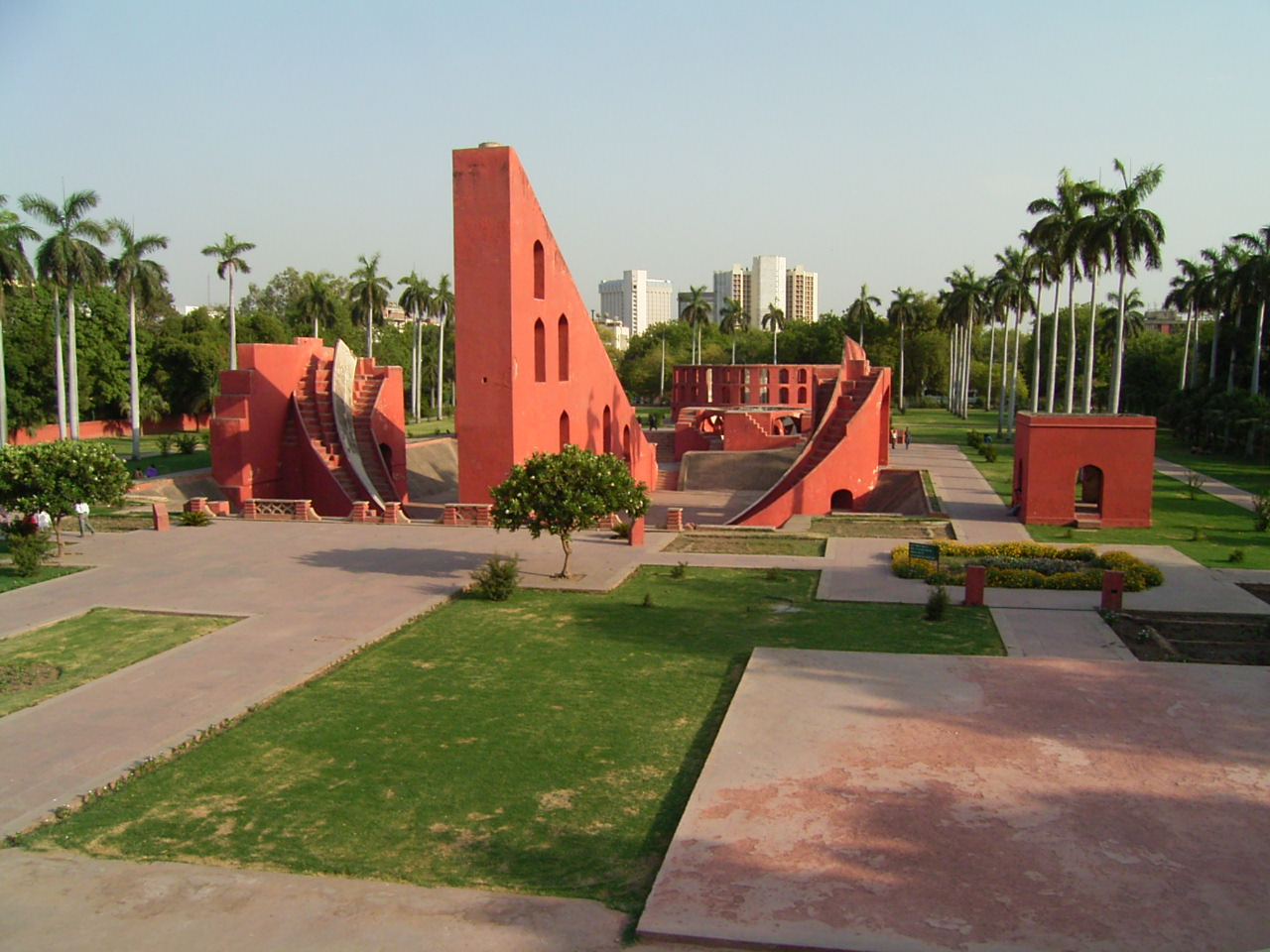
Lo Yantra Mandir di Delhi

La fondazione di osservatori astronomici come istituzioni scientifiche autonome è generalmente attribuita alla civiltà islamica. La nascita di istituzioni dotate di mezzi finanziari e che sopravvivessero al singolo scienziato, permise la costruzione di strumenti astronomici di più grandi dimensioni: gnomoni, quadranti e altri.
Il primo di questi osservatori fu la Shammāsīyyah di Baghdad, fondata nell'828 per ordine del califfo Al-Maʾmūn e situato negli stessi giardini del palazzo califfale.
L'Osservatorio di Maragheh, nell'odierno Azerbaigian iraniano fu costruito nel 1259 su ordine del sovrano mongolo Hulagu Khan e fu diretto da Nasir al-Din al-Tusi. Il suo quadrante in muratura era alto 4,30 metri.
Il più grande osservatorio islamico fu quello fondato dal sultano timuride Ulugh Beg a Samarcanda nel 1420. Il suo sestante, parzialmente situato in una galleria sotterranea aveva un raggio di 40,4 metri.

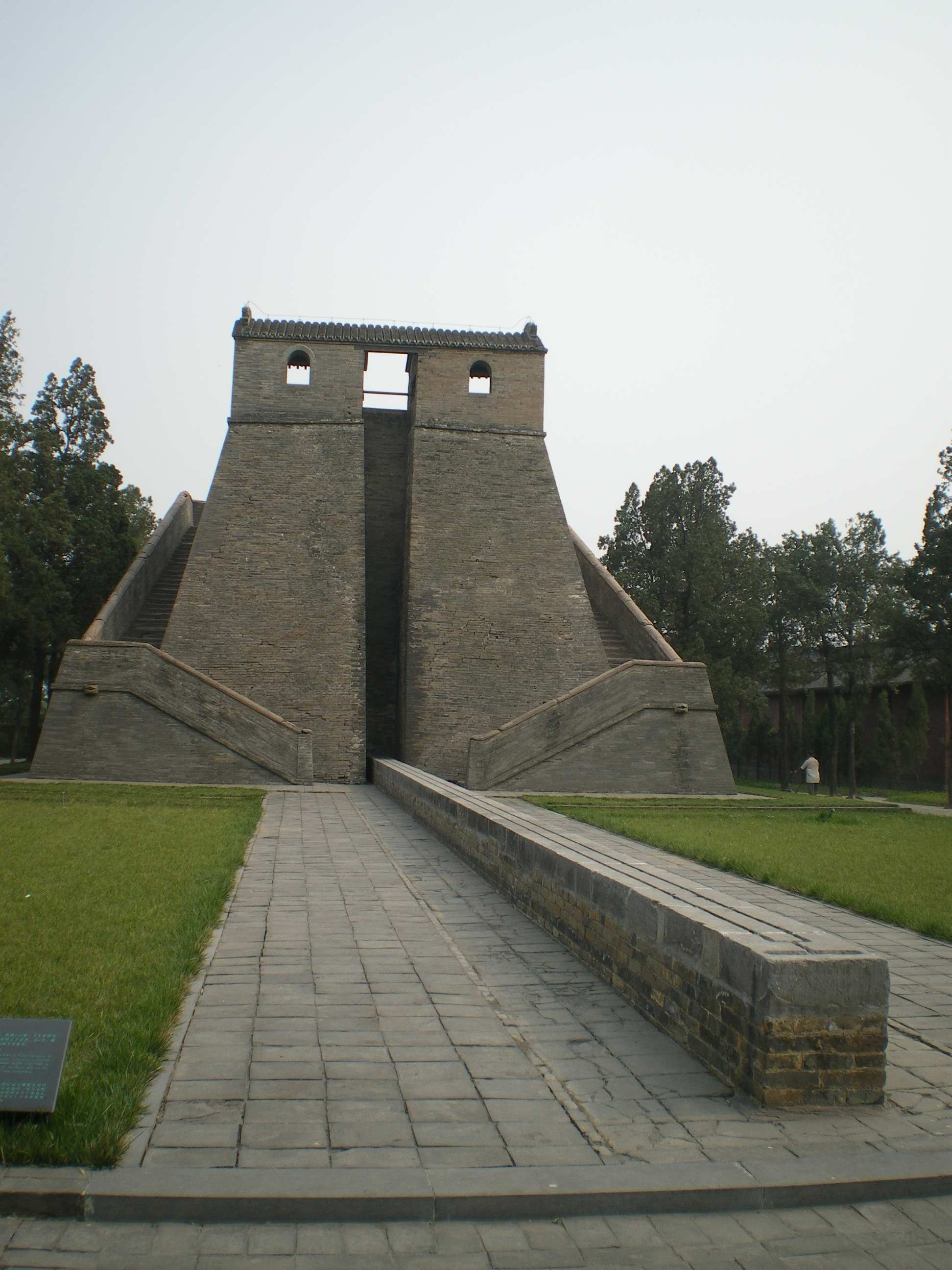
Lo gnomone dell'osservatorio di Gaocheng

Nel 1577 per ordine del padiscià Murad III fu edificato l'osservatorio di Istanbul, il cui direttore fu Taqi al-Din.
Ispirati agli osservatori islamici sono i cinque osservatori che il Maharaja di Jaipur Jai Singh II fece costruire fra il 1724 e il 1734 a Delhi (Yantra Mandir), a Ujjain (Vedh Shala), a Mathura, a Varanasi e a Jaipur (Jantar Mantar).
Anche in Cina gli imperatori mongoli furono determinanti nella costruzione di osservatori. Infatti l'Osservatorio di Gaocheng fu costruito nel 1276 al tempo della dinastia Yuan per ordine di Kubilai Khan. Consisteva in uno gnomone alto 12,62 metri che proiettava l'ombra di mezzogiorno su un "righello" lungo 31,19 metri.
L'Osservatorio imperiale di Pechino fu costruito nel 1442 sotto la dinastia Ming. Nel 1673 fu completamente rinnovato sotto la guida del gesuita fiammingo Ferdinand Verbiest.
Nel 1580 l'astronomo di corte del re di Danimarca, Tycho Brahe, costruì l'osservatorio detto Uraniborg sull'isola di Hven, nello stretto del Sund, con finanziamenti della corona.

### Osservatori telescopici

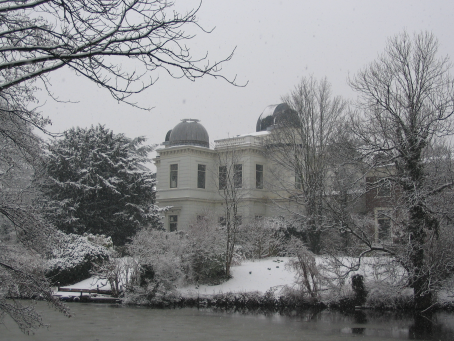
Il Vecchio osservatorio dell'Università di Leida

Dopo l'invenzione del telescopio nel 1608 furono costruiti i primi osservatori nel senso moderno del termine. Essi furono creati per la ricerca astronomica da università e accademie delle scienze. Talvolta furono istituiti per scopi di geografia astronomica e geodesia, e gestiti dalle marine militari.
Nel 1633 fu fondato l'osservatorio dell'Università di Leida nelle Province Unite.
Nel 1642 fu costruito l'Osservatorio di Copenaghen sulla Rundetårn, gestito dalla locale università.
L'Observatoire de Paris venne istituito nel 1667, e diretto per quattro generazioni dalla famiglia Cassini.
Il Royal Greenwich Observatory risale al 1675. Il primo direttore fu John Flamsteed.
Nel Sacro Romano Impero fu fondato l'Osservatorio di Berlino nel 1711 dalla Accademia delle scienze prussiana; e l'Osservatorio di Mannheim nel 1774 dall'Accademia teodoro-palatina.
In Italia il primo osservatorio telescopico fu la specola dell'Accademia delle scienze dell'Istituto di Bologna (1713); successivamente furono costruite la specola dell'Università di Pisa (1730) e quella del collegio gesuitico di Brera (1764). La Specola vaticana, fondata nel 1580 sulla Torre gregoriana e gestita anch'essa dai gesuiti, si dotò di telescopio nel 1774. Nel 1777 venne costruita la specola dell'Università di Padova.

### Osservatori astronomici
Nel 1741 venne istituito l'osservatorio astronomico dell'Università di Uppsala, in Svezia.
Nel 1753 furono fondati sia il Real Instituto y Observatorio de la Armada di San Fernando presso Cadice; sia l'osservatorio dell'Università di Vilnius, che allora apparteneva alla Polonia.
Nel 1765 fu fondato l'osservatorio di Batavia nelle Indie olandesi, nel 1786 quello di Madras nell'India inglese, mentre nel 1803 fu costruito l'Osservatorio di Bogotá nell'America spagnola e nel 1820 l'Osservatorio Reale del Capo di Buona Speranza.
L'Osservatorio di Pulkovo, presso San Pietroburgo, fu fondato nel 1839.
Il primo osservatorio astronomico degli Stati Uniti fu lo United States Naval Observatory, terminato nel 1842. Seguirono lo Harvard College Observatory (1847), lo Smithsonian Astrophysical Observatory (1890), il Lowell Observatory (1894), l'Osservatorio Yerkes dell'Università di Chicago (1897), l'Osservatorio di Monte Wilson presso Pasadena , finanziato dalla Carnegie Foundation (1904), ed infine l'Osservatorio di Monte Palomar del California Institute of Technology (1949).
Il primo osservatorio astronomico italiano fu Osservatorio astronomico di Palermo, fondato nel 1790 per volontà di Ferdinando I di Borbone. Successivamente nel 1812 Osservatorio astronomico di Capodimonte a Napoli.
Dalla fine del XIX secolo gli osservatori vengono costruiti in cima alle montagne per evitare lo smog e l'inquinamento luminoso.
Se i grandi centri di ricerca astronomica si allontanavano dalle città, correlativamente in questo periodo si iniziò a costruire vicino alle grandi città osservatori popolari accessibili agli astrofili.
I moderni osservatori astronomici contengono enormi telescopi con specchi di vari metri di diametro, nonché calcolatori per l'elaborazione dei dati ottenuti. Esempi di osservatori di questo tipo sono l'Osservatorio di Mauna Kea nelle Hawaii, gli osservatori del Roque de los Muchachos e del Teide nelle Canarie, gli osservatori di Cerro Tololo, Paranal e La Silla in Cile.

### Radiotelescopi
A partire dagli anni quaranta si è cominciato a costruire radiotelescopi per individuare e studiare le fonti di radiazioni elettro-magnetiche nell'Universo. Attualmente il più grande radiotelescopio del mondo è il Radiotelescopio FAST, in Cina; sostituisce il Radiotelescopio di Arecibo, costruito sull'isola di Porto Rico nel 1963, ma poi dismesso.

### Telescopi spaziali
Negli ultimi decenni, per evitare gli influssi dell'atmosfera terrestre i telescopi e gli strumenti scientifici sono stati situati fuori dall'atmosfera, e collocati su satelliti geostazionari. Il più grande di questi telescopi satellitari è il telescopio spaziale Hubble, lanciato in orbita nel 1990 dalla NASA. Di grande rilevanza è poi il Telescopio spaziale James Webb, lanciato nel 2021 e dotato di un enorme specchio composito (25 mq), collocato nel secondo punto di Lagrange.

## Descrizione
Un osservatorio è un luogo dove si svolgono ricerche scientifiche in un certo settore, tipicamente astronomico. In questo caso stiamo parlando di un osservatorio dedicato allo studio di fenomeni celesti. Questo avviene attraverso strumentazione specificamente costruita a questo scopo, in particolare tramite uno o più telescopi di varie dimensioni contenuti all'interno di una o più cupole astronomiche apribili che li contengono assieme alla strumentazione annessa.
Esistono anche osservatori solari, per l'osservazione del Sole utilizzati di giorno, ma anche osservatori nella banda radio, sfruttando quindi dei radiotelescopi.
Tipicamente un osservatorio astronomico è posto in luoghi dove le condizioni astronomiche di osservazione del cielo notturno sono ideali o comunque migliori in termini di inquinamento dell'aria, inquinamento luminoso, bassa umidità assoluta e relativa e rarefazione dell'aria: questo tipicamente corrisponde a luoghi d'altura abbastanza o molto isolati (es. in montagna o deserto) o comunque lontani dai centri abitati, sebbene in alcuni casi è possibile trovarli anche in questi luoghi per mancanza di altri spazi.
Va fatta però una distinzione netta tra osservatorio astronomico professionale e osservatorio astronomico amatoriale. I primi sono strutture costruite e finanziate in genere da enti di ricerca statale o privati, che effettuano studi con strumentazione avanzata.
In Italia gli Osservatori Astronomici storici (come ad esempio quelli di Palermo, Napoli, Arcetri, Bologna, Brera (Milano) e Padova) sono riuniti dal 2000 nell'Istituto Nazionale di Astrofisica (INAF), che dal 2005 ha anche conglobato gli istituti astrofisici che appartenevano al Consiglio Nazionale delle Ricerche (CNR). Gli osservatori amatoriali sono invece strutture gestite a livello amatoriale da associazioni o singoli astrofili; in queste strutture l'osservazione ha uno scopo prevalentemente divulgativo, anche se in molte strutture si seguono ricerche con criteri semi-professionali. Non di rado infatti presso osservatori privati o amatoriali sono state scoperte supernove, comete e asteroidi.